# Liste der Biografien/Breb
Liste der Biografien |
Portal Biografien |
Personensuche
# |
A |
B |
C |
D |
E |
F |
G |
H |
I |
J |
K |
L |
M |
N |
O |
P |
Q |
R |
S |
T |
U |
V |
W |
X |
Y |
Z |
?
 
Ba |
Be |
Bd |
Bg |
Bh |
Bi |
Bj |
Bl |
Bm |
Bn |
Bo |
Br |
Bs |
Bu |
Bw |
By |
Bz
 
Bra |
Brc |
Brd |
Bre |
Brg |
Bri |
Brj |
Brk |
Brl |
Brn |
Bro |
Brp–Brt |
Bru |
Brv |
Bry |
Brz
 
Brea |
Breb |
Brec |
Bred |
Bree |
Bref |
Breg |
Breh |
Brei |
Brej |
Brek |
Brel |
Brem |
Bren |
Breo |
Brep |
Breq |
Brer |
Bres |
Bret |
Breu |
Brev |
Brew |
Brex |
Brey |
Brez
Die Liste der Biografien führt alle Personen auf, die in der deutschsprachigen Wikipedia einen Artikel haben. Dieses ist eine Teilliste mit 10 Einträgen von Personen, deren Namen mit den Buchstaben „Breb“ beginnt.

## Breb

### Breba
- Bréban, Pierre de, französischer Adliger und Militär, Admiral von Frankreich
- Brébart, Sylvain (1886–1943), belgischer Fußballspieler

### Brebe
- Brebeck, Friedhelm (* 1934), deutscher Fernsehjournalist
- Breber, Zvonko (* 1952), jugoslawischer Fußballspieler
- Brebera, Stanislav (1925–2012), tschechischer Chemiker
- Brébeuf, Georges de (1617–1661), französischer Schriftsteller und Übersetzer des Barock und der frühen Klassik
- Brébeuf, Jean de (1593–1649), französischer JesuitJean de Brébeuf (1593–1649)

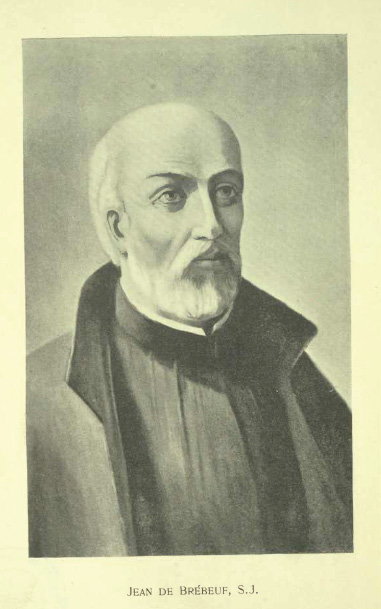
Jean de Brébeuf (1593–1649)

### Brebi
- Brébion, Maximilien (1716–1792), französischer Architekt

### Brebn
- Brebner, Ronald (1881–1914), englischer Fußballtorhüter

### Brebu
- Breburda, Jan (* 2001), deutscher Volleyballspieler